# Concili de Lió I
El Concili de Lió I es va celebrar a Lió, desenvolupant-se en tres sessions els dies 28 de juny, 5 de juliol i 17 de juliol de 1245.
És considerat per l'Església Catòlica com el XIII Concili Ecumènic i el cinquè dels celebrats a Occident.

## Antecedents
Després d'un any i mig d'incertesa, Innocenci IV, va ser elegit el 25 de juny de 1243 i acompanyat de la majoria dels seus cardenals, va fugir amb galeres genoveses i refugiar-se a Lió.

## El concili
Va ser convocat pel papa Innocenci IV a fi de deposar Frederic II del Sacre Imperi Romanogermànic dels seus títols de rei i emperador, acusant-lo d'usurpador dels béns i opressor de l'Església Catòlica. Fruit de les seves tres sessions es van promulgar 38 cànons entre els quals, a més de condemnar a Frederic II, es va obligar els cistercencs a pagar delmes, es va decretar el barret vermell com a propi de la vestimenta dels cardenals i es van fer declaracions rituals i doctrinals a seguir pels grecs ortodoxos com una mesura d'acostament a aquests. No va publicar decrets dogmàtics.

## Conseqüències
Els actes del concili de Lió van inflamar el conflicte polític arreu d'Europa. Un mes després, Innocenci IV va declarar que Frederic havia de ser deposat com a emperador, qualificant-lo de "amic del soldà de Babilònia", "de costums sarraïns", "amo d'un harem guardat per eunucs" com el cismàtic emperador romà d'Orient i, en definitiva, un "heretge". El Papa va donar suport a Enric I Raspe, landgravi de Turíngia i rival de Frederic per la corona imperial, iniciant-se el Gran Interregne. El 16 de febrer de 1247, Enric morí i el 3 d'octubre fou escollit com a rei d'Alemanya Guillem II d'Holanda pel partit güelf. Aquisgrà es va negar a permetre l'entrada als partidaris de Guillem, que van assetjar-la a finals d'abril o principis de maig fins que els ciutadans van negociar la seva rendició el 18 d'octubre prometent obediència al papa Innocenci i al rei Guillem, que va entrar a la ciutat el 19 d'octubre i va ser coronat l'1 de novembre.
La tensió va disminuir només amb la mort de l'emperador Frederic II el desembre de 1250: això va eliminar l'amenaça a la vida d'Innocenci i va permetre el seu retorn a Itàlia. Va sortir de Lió el 19 d'abril de 1251